# Carl Moser (Politiker)

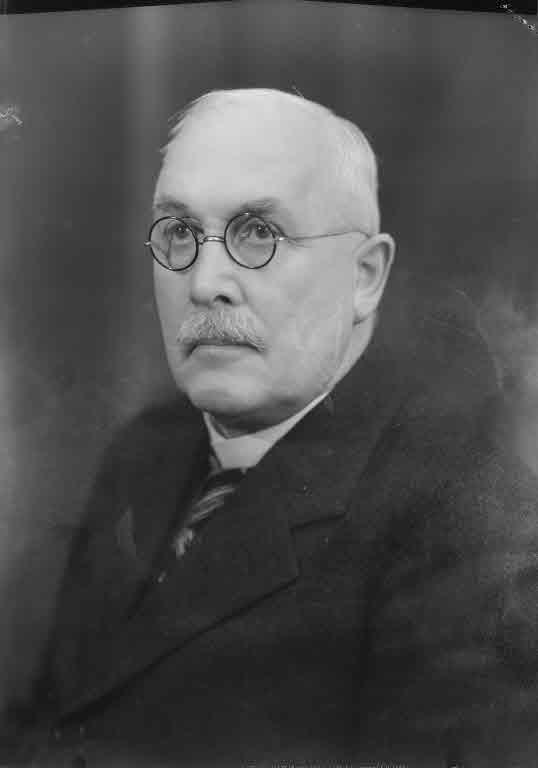
Carl Moser (ca. 1930)

Carl Moser (* 23. Mai 1867 in Rüderswil; † 20. November 1959 in Bern, heimatberechtigt in Zäziwil) war ein Schweizer Politiker.

## Leben
Carl Moser wurde am 23. Mai 1867 als Sohn des Bäckers Samuel Moser und der Maria, geborene Schallenberger, in Rüderswil geboren. Moser, der zunächst von 1874 bis 1883 die Primarschule in Konolfingen, daran anschliessend die Landwirtschaftliche Schule Rütti in der Gemeinde Zollikofen absolvierte, belegte von 1886 bis 1889 die Studien der Naturwissenschaften und der Agronomie in Halle und am Eidgenössischen Polytechnikum, die er 1889 mit dem Erwerb des akademischen Grades Dipl. Ing. Agr. beendete.
Im Anschluss unterrichtete er von 1889 bis 1895 an der Landwirtschaftlichen Schule in Sursee, von 1895 bis 1908 stand er als Direktor der Landwirtschaftlichen Schule Rütti vor. Darüber hinaus war Moser von 1932 bis 1952 erster Präsident der Bernischen Bauernhilfskasse, war Mitglied des Verwaltungsrates der Bernischen Kraftwerke, der SBB, von 1917 bis 1947 Präsident der Zuckerfabrik Aarberg, ab 1931 Präsident der Berner Kantonalbank sowie von 1905 bis 1953 Vorstandsmitglied des Schweizerischen Bauernverbands. Bei der Ökonomischen und gemeinnützigen Gesellschaft des Kantons Bern (OGG) war er u. a. von 1898 bis 1958 Vorstandsmitglied, von 1900 bis 1947 Vizepräsident, von 1901 bis 1907 Präsident der Kommission für Mastviehmärkte und Schlachtviehausstellung Langenthal und ab 1947 Ehrenmitglied. Das Eidgenössische Polytechnikum verlieh ihm 1905 die Ehrendoktorwürde.
Carl Moser, der mit Marie, geborener Gerber, verheiratet war, verstarb am 20. November 1959 im 93. Lebensjahr in Bern. Er war der Schwiegervater des Sängers Felix Loeffel.

## Politische Laufbahn
Auf kantonaler Ebene leitete Carl Moser zwischen 1908 und 1931 als Regierungsrat die Direktion für Landwirtschaft und Forstwesen. In den Jahren 1914 bis 1919 war er Mitglied der Zentralleitung der FDP, 1919 trat er zur BGB über. Er sass nach den Parlamentswahlen 1917 zwei Jahre lang im Nationalrat, anschliessend vertrat er seinen Kanton von 1919 bis 1935 im Ständerat.
Carl Moser galt als Fachmann für das pflanzenbauliche Versuchswesen. Als Regierungsrat setzte er sich für landwirtschaftliche Schulen, Bodenverbesserungen und Aufforstungsprojekte ein.